# Battra
Cet article possède un paronyme, voir Batra.
 (juin 2023).
Si vous disposez d'ouvrages ou d'articles de référence ou si vous connaissez des sites web de qualité traitant du thème abordé ici, merci de compléter l'article en donnant les références utiles à sa vérifiabilité et en les liant à la section « Notes et références ».
Battra (バトラ, Batora) est un kaiju qui apparaît en premier lieu en 1992 dans le film Godzilla vs Mothra. 
Dans le film, son origine date de l'époque d'une ancienne civilisation très avancée technologiquement qui aurait disparu. Cette ancienne civilisation avait découvert comment contrôler le climat de la planète, mais la planète, vivante, se mit en colère. Elle créa un équivalent sombre du gardien Mothra, Battra, dont l'objectif était de protéger la Terre contre ceux qui l'exploitaient. Battra est par la suite devenu hors de contrôle, et fut vaincu dans un combat apocalyptique par Mothra. Il fut cependant réveillé par une météorite qui frappa la Terre en 1992, toujours rancunier envers l'humanité qui continue encore et toujours de surexploiter la planète. Ce qui ne va pas l'empêcher de s'allier a Mothra pour mettre Godzilla au tapis.

## Apparitions

### Films
- 1992 : Godzilla vs Mothra[1], de Takao Okawara

### Série
- 1997-1998 : Godzilla Island

### Jeux vidéo
- 1993 : Godzilla, sur Arcade
- 1993 : Super Godzilla, sur SNES
- 1993 : Godzilla: Battle Legends
- 2004 Godzilla: Save the Earth, sur  PS2 et Xbox
- 2007 : Godzilla: Unleashed, sur PS2 et Wii
- 2007 : Godzilla Unleashed: Double Smash sur DS
- 2014 : Godzilla, sur PS3 et PS4